# Elaphoglossum beccarianum
Elaphoglossum beccarianum là một loài thực vật có mạch trong họ Lomariopsidaceae. Loài này được (Baker) C. Chr. mô tả khoa học đầu tiên năm 1905.